# حنان شقير
حنان شقير (1970) ممثلة سورية 

## عن حياتها
حصلت علي إجازة من المعهد العالي للفنون المسرحية. وحصلت أيضا على ورشة عمل مسرحية في عمان مع الممثلة التونسية رجاء بن عمار. شاركت كممثلة بالعديد من الأعمال التلفزيونية والمسرحية والسينمائية، بالإضافة إلى بعض الأعمال الإذاعية.

## أعمالها

### في التلفزيون
- مسلسل الخربة
- مسلسل كوابيس منتصف الليل
- مسلسل أيام الغضب
- مسلسل اللجاة

### في المسرح
- «مركب بلا حياد - النور - رحلة الحظ - سرير ديزدمونه - بيت الدمية - الخادمان».
- مسرحية «بيت برناردا ألبا» - للكاتب الإسباني فدريكو غارثيا لوركا من إخراج منصور السلطي.
- مسرحية «غني..ثلاثة فقراء» - 2005 - تأليف جان لويس غالفريت وترجمة الدكتورة ماري الياس- للمخرج مانويل جيجي.

### في الإذاعة
- مجلة التراث - شخصيات روائية - ظواهر مدهشة.

### في الدوبلاج
- أجنحة كاندام - سالي - نوين - كاجان
- ينبوع الأحلام - نسرين
- المعركة الحديدية بي بليد ج2 ج3 - حازم
- المعركة الحديدية بي بليد ج1 - داهم، يوتارو فوكامي (غير مدرَج)
- المقاتل النبيل - ايفا
- دروب ريمي - ارثر
- البؤساء - توسان
- بابار ج1 ج2 - روينة
- مغامرات فريد ج1 ج2 - قندس
- هزيم الرعد - ريلا
- الأجنحة الصينية - شوسان
- أبطال الكرة ج1 - حاتم
- أبطال الكرة ج3 - سد وحاتم
- السراب الجديد - نوريكو
- ميتال فايت بي بليد زيرو جي - ملهم
- أمجد وميمو - جدة أمجد
- ميكانيملز (غير مدرج)
- أوجاماجو دوريمي ج3 - السيدة روكسان
- المحاربون - أم النسور (نسخة مركز الزهرة)
- مغامرات سونيك القنفذ ج3 - والدة عيلم
- رينبو فيش - بلو
- باتمان ج2
- باتمان ج3 - روبن
- سلإحف النينجا حول العالم - ناديا
- دراغون بول - هوشي
- دراغون بول زد - هوشي (الحلقات 1–53)
- دراغون بول زد كاي - هوشي (بعد أميرة حذيفي)

## روابط خارجية
- حنان شقير على موقع قاعدة بيانات الأفلام العربية